# صدارة للكيميائيات
شركة صدارة للكيميائيات وتعرف اختصارا بـ (صدارة) هو مشروع تقوم عليه شركة أرامكو السعودية وشركة داو للكيماويات لبناء أكبر مجمع للصناعات الكيماوية في العالم في الجبيل الصناعية في المملكة العربية السعودية  بدأت فكرة المشروع في عام 2007 وبدأ العمل على المشروع في عام 2011 وقد انتهى المشروع في عام 2016 . يحتوي مجمع صدارة على 26 معملاً من معامل التصنيع المتكاملة عالمية الطراز، تقوم بإنتاج أكثر من 3 ملايين طن سنوياً من المنتجات الكيماوية ذات الجودة العالية، بعضها تُصنع للمرة الأولى في المملكة العربية السعودية، وعلى رأس ما تُنتجه صدارة، منتجات مثل البولي إيثلين والبروبولين أوكسايد وإيثر الجلايكول و الأمينات والأيزوسيانات والبوليول، إضافة إلى منتجات أخرى.
المشروع يوفر 20 ألف وظيفة وسيبدأ الإنتاج في عام 2016، ويتوقع أن يحقق مشروع صدارة في غضون عدة سنوات من بدء التشغيل عائدًا سنويًا يبلغ 10 بلايين دولار. حصلت الشركة على جائزة الملك عبد العزيز للجودة في عام 2022م، لنجاحها في تعزيز ثقافة التميز والجودة بين موظفيها وقطاعات أعمالها وبيئة العمل، وتميزها في الأداء واستخدام أفضل المعايير والأساليب العالمية للإدارة والإنتاجية.

## تاريخ الشركة
تأسست صدارة بتوقيع إتفاقية المشروع المشترك JV Agreement بين المؤسسين وهم أرامكو السعودية وداو للكيمياويات وذلك في حفل مهيب في قاعة الغوار في الظهران في أكتوبر 2011م، ويبلغ حجم الاستثمار الإجمالي في صدارة حوالي 75 مليار ريال سعودي أو 20 مليار دولار. لتكون بذلك الشركة الوليدة (صدارة) مسؤولة عن مجمع صدارة الصناعي.

وتعتبر شركة صدارة للكيميائيات إحدى الشركات القلائل المحظوظة عالميا والتي تم تأسيسها على يد شركتين رائدتين كل في مجاله، فأرامكو السعودية تعتبر المنتج والمصدر الأول للنفط عالميا، بينما داو للكيماويات تعتبر المنتج رقم 1 عالميا والأكثر تنوعا للمنتجات الكيميائية المتقدمة.

## المجمع الصناعي
يعد مجمع صدارة الأول من نوعه في المملكة العربية السعودية وفي منطقة الخليج العربي يقوم بتكسير النافثا ، ومن أصل ستة وعشرين مصنعاً تقوم أربعة عشر مصنعاً بإنتاج منتجات تصنع لأول مرة في المملكة العربية السعودية مثل الأيزوسيانات والبوليولز (البولي يوريثان) ، وسيكون لهذا التوجه الفضل في تصنيع منتجات عديدة غير موجودة حالياً بالمملكة العربية السعودية، وكانت تتوافر فقط من خلال استيراد المواد الخام اللازمة لتصنيعها.

### مشروع سولفاي
وهي مشروع مشترك بين شركة صدارة ومجموعة سولفاي البلجيكية ، بدء الأعمال الانشائية لتشييد أحد أكبر مصانع الهيدروجين بيروكسايد في العالم في مجمع صدارة بالمملكة العربية السعودية في عام 2013. المصنع تبلغة طاقته 300 ألف طن سنويا بمجمع صدارة في مدينة الجبيل الصناعية 2 ومن المتوقع أن يبدأ الإنتاج في 2015.